# David Chartier

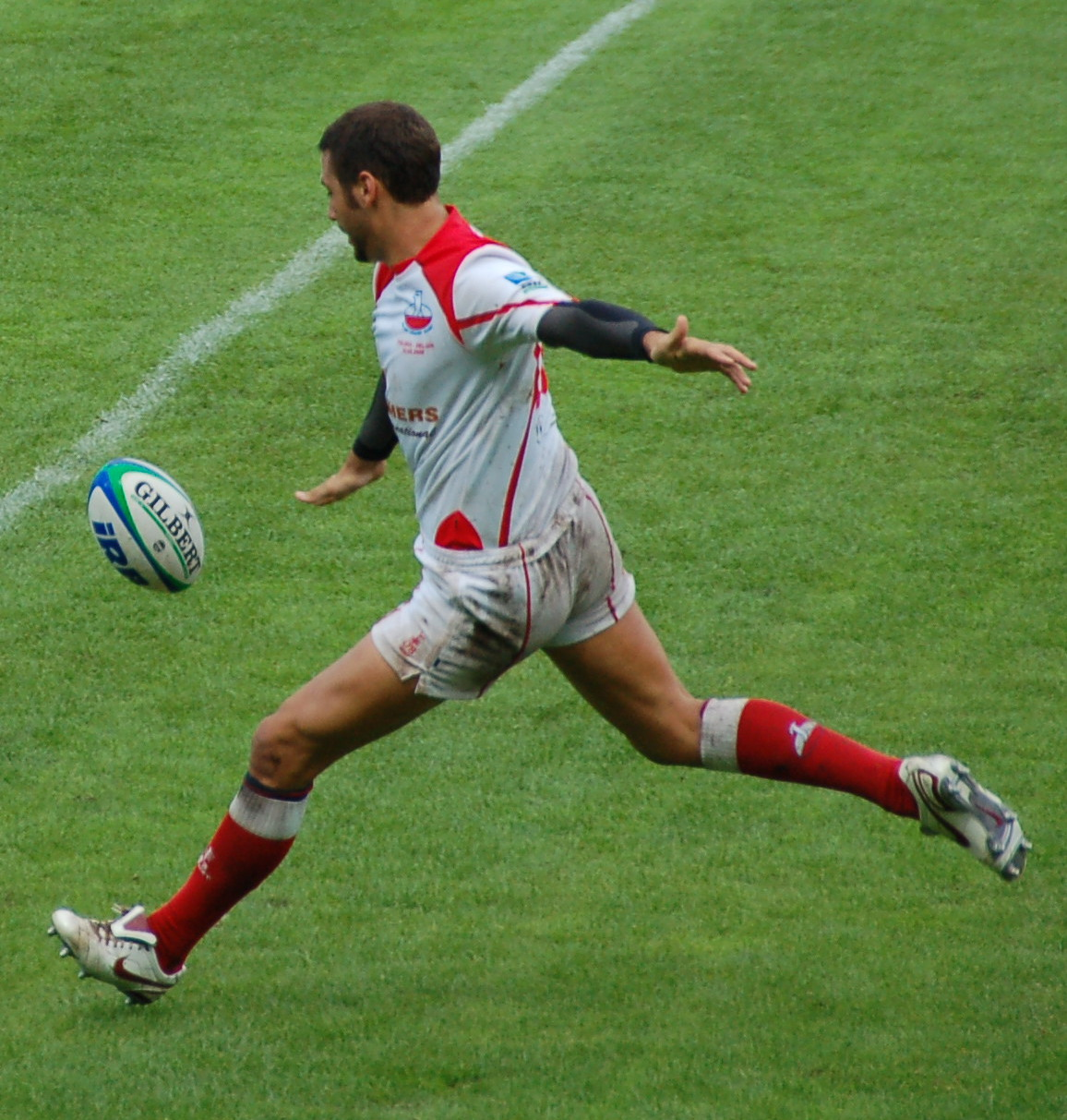
Chartier w meczu Polska – Belgia, Warszawa 2009

David Chartier (wym. [daˈvi ʃaʁˈtje]; ur. 13 lutego 1989 r.) – francuski rugbysta polskiego pochodzenia występujący na pozycji obrońcy, a niekiedy także łącznika ataku. Reprezentant Polski.

## Kariera klubowa
Chartier swoją karierę w rugby rozpoczynał w północnym Kraju Basków w juniorskiej drużynie Biarritz Olympique (tzw. Espoirs Biarritz), po czym przeniósł się do zlokalizowanego nieopodal klubu Aviron Bayonnais, którego pierwszy zespół występuje w Top 14. W drużynie z Bajonny grał głównie w zespole młodzieżowym, jednak 16 stycznia 2010 roku zadebiutował w rozgrywkach Pucharu Challenge przeciw Racing Métro 92.
Wcześniej, bo 15 listopada 2009 roku wziął udział w meczu upamiętniającym 75-lecie FIRA pomiędzy drużyną Barbarian Rugby Club i zespołem Europy. Chartier był powołany do drużyny Europy.
Chartier grał również w młodzieżowej reprezentacji regionu (Côte Basque) w obu odmianach rugby union – siedmio- i piętnastoosobowej. Z drużyną piętnastek był nawet na tournée w Południowej Afryce.
W marcu 2011 roku ogłoszono, że Chartier dołączy do walczącej w fazie play-off polskiej ligi Lechii Gdańsk. Wychowany we Francji obrońca okazał się dużym wzmocnieniem, co udowodnił chociażby w meczu o trzecie miejsce, gdzie popisał się stuprocentową celnością kopów. 18 punktów zdobytych przeciwko Budowlanym Lublin znacząco przybliżyło biało-zielonych do końcowego sukcesu. Po sezonie ogłoszono, że Chartier pozostanie w klubie z Gdańska.
W sezonie 2011/2012 występował w drużynie francuskiego trzecioligowca (Fédérale 1) Saint-Jean-de-Luz olympique, w której barwach zadebiutował 9 października 2011 roku.

## Kariera reprezentacyjna
Zgodnie z przepisami IRB, Chartier ze względu na polskie pochodzenia (babcia zawodnika była Polką) może reprezentować Polskę, nawet pomimo braku polskiego obywatelstwa. W biało-czerwonych barwach zadebiutował 30 maja 2009 roku w rozgrywanym na stadionie Polonii w Warszawie meczu z Belgią. Pierwsze punkty zdobył 12 września tego samego roku, kiedy w Kijowie przyłożył piłkę w polu punktowym w pojedynku z reprezentacją Ukrainy.
Chartier jest obecnie podstawowym zawodnikiem reprezentacji Polski. W kwietniu 2010 roku kontuzja kolana wykluczyła go z meczu z Mołdawią. Planowany na 10 kwietnia pojedynek został ostatecznie odwołany ze względu na katastrofę prezydenckiego samolotu Tu-154 pod Smoleńskiem. Ma opinię solidnego zawodnika, dobrego nie tylko w obronie, ale także gdy trzeba kopnąć na bramkę. W drużynie narodowej najlepszy jak do tej pory mecz rozegrał 19 listopada 2011 roku, kiedy to zdobył dwa przyłożenia, a także popisał się stuprocentową skutecznością kopów. 24 punkty zdobyte przez Chartiera walnie przyczyniły się wówczas do zwycięstwa nad Niemcami.

### Statystyki
Stan na dzień 13 kwietnia 2013 r. Wynik reprezentacji Polski zawsze podany w pierwszej kolejności.
| Drużyna narodowa | Rok  | Mecze | Punkty |
| ---------------- | ---- | ----- | ------ |
| Polska           |      |       |        |
| 2009             | 3    | 5     |        |
| 2010             | 3    | 22    |        |
| 2011             | 4    | 64    |        |
| 2012             | 3    | 43    |        |
| 2013             | 2    | 18    |        |
| Suma             | Suma | 15    | 152    |

| Występy w reprezentacji Polski | Występy w reprezentacji Polski | Występy w reprezentacji Polski           | Występy w reprezentacji Polski | Występy w reprezentacji Polski | Występy w reprezentacji Polski |
| Lp.                            | Data                           | Stadion, miasto                          | Przeciwnik                     | Wynik                          | Zdobyte punkty                 |
| ------------------------------ | ------------------------------ | ---------------------------------------- | ------------------------------ | ------------------------------ | ------------------------------ |
| 1.                             | 30.05.2009                     | Stadion Polonii, Warszawa                | Belgia                         | 14:3                           | 0                              |
| 2.                             | 12.09.2009                     | Stadion Spartak, Kijów                   | Ukraina                        | 12:19                          | 5 (P)                          |
| 3.                             | 25.09.2009                     | Stadion Polonii, Warszawa                | Czechy                         | 5:19                           | 0                              |
| 4.                             | 24.04.2010                     | Stadion Króla Baudouina I (A2), Bruksela | Belgia                         | 8:29                           | 0                              |
| 5.                             | 9.10.2010                      | Stadion ragby Císařka, Praga             | Czechy                         | 15:20                          | 5 (pd, K)                      |
| 6.                             | 20.11.2010                     | Feldgerichtstraße, Frankfurt             | Niemcy                         | 22:17                          | 17 (pd, 5K)                    |
| 7.                             | 12.03.2011                     | Narodowy Stadion Rugby, Gdynia           | Belgia                         | 28:21                          | 18 (P, 2pd, 3K)                |
| 8.                             | 16.05.2011                     | Stadion Suche Stawy, Kraków              | Holandia                       | 32:18                          | 12 (3pd, 2K)                   |
| 9.                             | 15.10.2011                     | Stadion Sandecji, Nowy Sącz              | Czechy                         | 20:13                          | 10 (2pd, 2K)                   |
| 10.                            | 19.11.2011                     | Stadion MOSiR, Gdańsk                    | Niemcy                         | 34:8                           | 24 (2P, 4pd, 2K)               |
| 11.                            | 21.04.2012                     | Nationaal Rugby Centrum, Amsterdam       | Holandia                       | 32:19                          | 7 (2pd, K)                     |
| 12.                            | 6.10.2012                      | Stadion Josefa Kohouta, Říčany           | Czechy                         | 29:3                           | 19 (2pd, 5K)                   |
| 13.                            | 3.11.2012                      | Stadion MOSiR, Gdańsk                    | Niemcy                         | 22:13                          | 17 (pd, 5K)                    |
| 14.                            | 30.04.2013                     | Narodowy Stadion Rugby, Gdynia           | Ukraina                        | 13:12                          | 8 (pd, 2K)                     |
| 15.                            | 13.04.2013                     | Stadion Dinamo, Kiszyniów                | Mołdawia                       | 20:24                          | 10 (2pd, 2K)                   |

## Życie prywatne
Posiada stopień licencjata (licence IUP) na kierunku zarządzanie sportem.